# Médecine arabe au Moyen Âge
Le terme médecine arabe ou médecine islamique désigne la médecine développée pendant l’âge d'or de la civilisation islamique médiévale et consignée dans des écrits en langue arabe, la lingua franca de la civilisation islamique. En dépit de ce que ces deux termes accolés pourraient le laisser croire, un grand nombre de scientifiques de cette période ne sont pas arabes. Certains considèrent l’expression « arabo-islamique » comme historiquement inexacte, faisant valoir que cette locution ne rend pas compte de la richesse et de la diversité des chercheurs orientaux qui ont contribué au développement de la science islamique à cette époque. Les traductions latines du XIIe siècle d’ouvrages médicaux écrits en arabe ont eu une influence significative sur le développement de la médecine moderne.

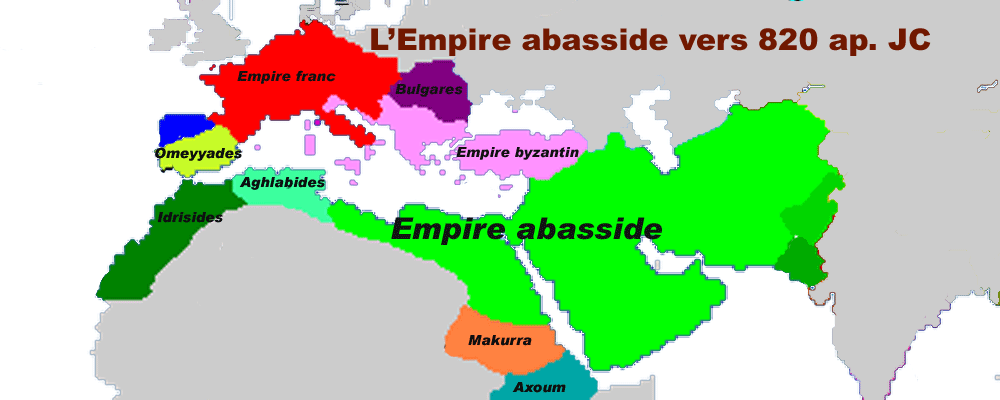
L'empire abbasside vers l'an 820 de l'ère chrétienne.

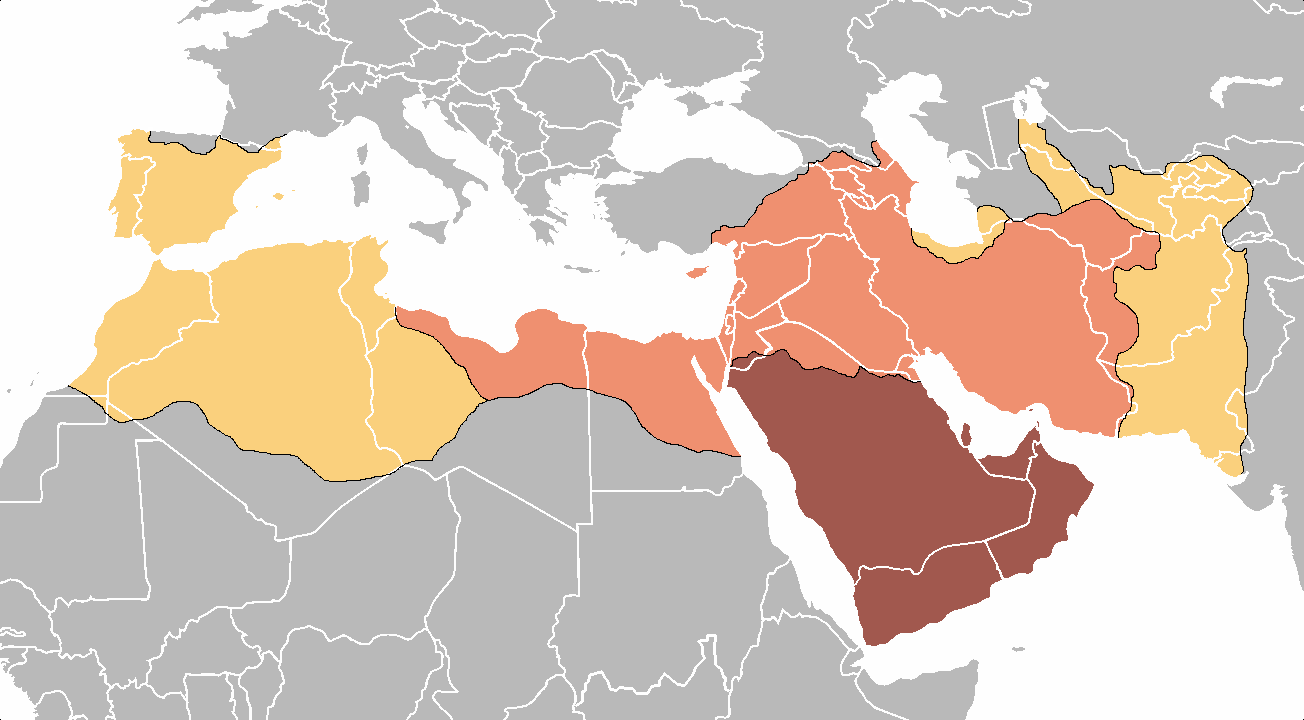
Expansion sous Mahomet, 622-632
Expansion pendant le Califat des patriarches, 632-661
Expansion pendant le Califat des Omeyyades, 661-750

## Généralités
Les écrits de médecine de l’âge d'or de la civilisation islamique ont été influencés par plusieurs systèmes médicaux, dont celui de la médecine traditionnelle de l’Arabie de l'époque de Mahomet, celui de la médecine de la Grèce antique ainsi que par la médecine grecque, la médecine ayurvédique de l'Inde ancienne et la médecine de l’Iran antique de l’Académie de Gundishapur.

### Hôpitaux et universités
Les hôpitaux arabes étaient des établissements où les malades étaient accueillis et pris en charge par un personnel qualifié et qui se distinguaient clairement des anciens temples de guérison ou temple de sommeil (nommés Asklepieions en Grèce antique en l'honneur d’Asclépios le dieu grec de la médecine), hospices, asiles, lazarets et léproseries qui ont été davantage conçus pour isoler les malades et les fous de la société « plutôt que de leur offrir l’espoir d’une véritable guérison ». Les Bimaristans fonctionnèrent plus tard comme les premiers hôpitaux publics, les premiers hôpitaux psychiatriques ainsi que des écoles de médecine et des Universités délivrant des diplômes.
Dans le monde islamique médiéval des hôpitaux ont été construits dans toutes les grandes villes, au Caire par exemple l'hôpital Qalawun pouvait donner des soins à 8000 patients et le personnel comprenait des médecins, des pharmaciens et des infirmières. On pouvait également accéder à un dispensaire et les médecins disposaient de moyens de recherche qui les ont conduits à la découverte de la nature contagieuse de certaines maladies et à la conduite de travaux sur l’optique ainsi que les mécanismes de la vision. Les médecins musulmans opéraient la cataracte avec des aiguilles creuses plus de 1 000 ans avant que les médecins occidentaux aient osé tenter une telle intervention, mais précédés en cela par Galien. Des hôpitaux ont été construits non seulement pour les personnes atteintes de maladies physiques, mais aussi pour les malades mentaux. L'un des premiers hôpitaux psychiatriques jamais construits pour donner des soins à des malades mentaux a été bâti au Caire. Les hôpitaux qui ouvriront plus tard en Europe au moment des Croisades ont été inspirés par les hôpitaux du Moyen-Orient. À Paris, l'hôpital des Quinze-Vingts, a été fondé par Louis IX après son retour de la septième croisade entre 1254 et 1260.
Les hôpitaux du monde islamique étaient en avance dans le domaine de l'évaluation des compétences des médecins et des infirmières, ainsi que dans celui de la vérification de la pureté des médicaments et l’amélioration des procédures chirurgicales. Les hôpitaux ont également été créés avec des quartiers séparés pour certaines maladies spécifiques, afin que les personnes porteuses d’une maladie contagieuse puissent être isolées des autres patients.
L'une des caractéristiques des hôpitaux musulmans de l’époque médiévale qui les distinguait de leurs prédécesseurs et de leurs équivalents contemporains était le respect de règles d’éthique médicale sensiblement plus avancées. Les hôpitaux du monde islamique traitaient des patients de toutes les religions, de toutes les ethnies et de tous horizons, alors que les hôpitaux eux-mêmes employaient souvent un personnel composé de Chrétiens, de Juifs et d’autres minorités. Les médecins musulmans devaient respecter des obligations envers leurs patients, quelle que soit leur richesse ou leur niveau social. Les règles éthiques des médecins musulmans ont d'abord été fixées au IXe siècle par Ishaq Ali bin Rahawi qui a écrit le Adab at-Tabîb (« déontologie du médecin »), le premier traité consacré à l'éthique médicale. Il considérait les médecins comme les « gardiens des âmes et des corps » et il a écrit vingt chapitres sur divers sujets liés à l'éthique médicale.
Une autre caractéristique unique des hôpitaux musulmans de l’époque médiévale était le rôle du personnel féminin qui avait rarement été employé dans les temples de guérison durant l'Antiquité ou le Moyen Âge, ailleurs dans le monde. Les hôpitaux musulmans médiévaux employaient couramment du personnel infirmier de sexe féminin, notamment des infirmières venant de pays aussi éloignés que le Soudan, ce qui témoignait d’une grande tolérance. Les hôpitaux musulmans ont également été les premiers à employer des femmes médecins, les plus célèbres étant deux femmes médecins de la famille d’Avenzoar qui ont servi Yûsuf Ya'qûb al-Mansûr sous la loi des Almohades au XIIe siècle. Plus tard au XVe siècle, des femmes chirurgiens ont été mentionnées pour la première fois dans le Cerrahiyyetu'l-Haniyye (« Chirurgie impériale ») de Şerafeddin Sabuncuoğlu.

### Encyclopédies
La première encyclopédie de médecine en langue arabe a été le Firdous al-Hikmah (« Paradis de la Sagesse ») d’Alî Ibn Sahl Rabban al-Tabariî, écrit en sept parties en 860. Il a été le premier livre à traiter de la pédiatrie et du développement de l'enfant, ainsi que de la psychologie et de la psychothérapie. Dans les domaines de la médecine et de la psychothérapie, cet ouvrage a été influencé principalement par la pensée islamique et les médecins de l’Inde ancienne comme Sushruta et Charaka. Contrairement aux médecins précédents, At-Tabarî a toutefois souligné l’existence de liens solides entre la psychologie et la médecine ainsi que la nécessité de la psychothérapie et du soutien psychologique dans la prise en charge thérapeutique des patients.
Abu Bakr Muhammad Ibn Zakariyâ ar-Razi (Rhazes) a écrit son Traité de médecine au IXe siècle. Ce traité est la plus connue de toutes ses œuvres. Rhazes y avait consigné les cas cliniques rencontrés au cours de son expérience personnelle et des informations très utiles sur diverses maladies. Le Traité de médecine, avec sa description de la rougeole, de la varicelle et de la variole, a eu une grande influence en Europe.
Le Kamil Kitab as-sina'a à tibbiyya (« Livre royal de l’art médical »), d’Ali ibn Abbâs al-Majûsiî (Haly Abbas) vers 980, est plus connu sous le nom de Kitab al-Maliki (« Livre royal », en latin, « Liber regalis ») en l'honneur de son mécène royal Adûd Ad-Dawla. En vingt chapitres, dix de théorie et dix de pratique, il était plus systématique et plus concis que le Hawi de Razi, mais plus pratique que le Canon d’Avicenne, par lequel il a été remplacé. Avec de nombreuses interpolations et substitutions, il a servi de base au Pantegni de Constantin l'Africain (vers 1087), le texte fondateur de la Schola Medica Salernitana de Salerne.
Abû al-Qâsim al-Zahrawî (Abulcasis), considéré comme le père de la chirurgie moderne, a grandement contribué à faire de la chirurgie une discipline médicale par son Kitâb al-Tasrîf (« La Pratique »), une encyclopédie médicale en 30 volumes publiée en 1000 qui a par la suite été traduite en latin et utilisée dans les écoles de médecine européennes pendant des siècles. Il a inventé de nombreux instruments chirurgicaux qu’il décrit dans son Al-Tasrif.
Avicenne (Ibn Sina), un philosophe et médecin hanbaliste et motaziliste du début du XIe siècle, est une autre figure marquante. Il est considéré comme le père de la médecine moderne, et un des plus grands penseurs et chercheurs en médecine de l'histoire. Son encyclopédie médicale, le Canon de la médecine (vers 1020), est resté un manuel de référence en Europe pendant des siècles jusqu'à ce que la tradition musulmane soit supplantée par la médecine scientifique. Il a également écrit Le Livre de la guérison de l’âme (en fait une encyclopédie plus générale de la science et de la philosophie), qui est devenu un autre manuel réputé en Europe. Entre autres choses, les contributions d’Avicenne à la médecine sont notamment l'introduction systématique de l’expérimention et de la quantification dans l'étude de la physiologie, la découverte de la nature contagieuse des maladies infectieuses, l’introduction de la quarantaine pour limiter la propagation des maladies contagieuses, l’introduction de la médecine expérimentale, de la médecine fondée sur les faits, des essais cliniques, des essais contrôlés randomisés,, des tests d’efficacité,,
de la pharmacologie clinique,
de l’analyse des facteurs de risque, et le concept du syndrome dans le diagnostic des maladies spécifiques,
les premières descriptions des bacteries, des virus et des organismes vivants, la distinction entre la médiastinite et la pleurésie, la nature contagieuse de la phtisie (tuberculose), la transmission des maladies par l’eau et le sol et la première description minutieuse des maladies de la peau, des maladies sexuellement transmissibles, des perversions et des maladies du système nerveux, ainsi que l'utilisation de la glace pour traiter la fièvre et la séparation de la médecine de la pharmacologie qui fut importante pour le développement des sciences pharmaceutiques.
Le Kitab-al-Saidala (« Le Livre de la pharmacopée ») d’Al-Bîrûnî est une vaste encyclopédie médicale qui faisait la synthèse entre la médecine islamique et la médecine indienne. Ses investigations médicales comportent une des plus anciennes descriptions de frères siamois. Ibn al-Thahabi était célèbre pour avoir écrit la première encyclopédie alphabétique de médecine.
Ibn Nafîs (1213-1288) a écrit As-Shâmil fî at-Tibb (« Le Livre complet de la médecine »), une somme volumineuse qui devait à l'origine comprendre 300 volumes, mais il n'a pu achever que 80 volumes avant son décès en 1288. Toutefois même incomplet, ce livre est une des plus grandes encyclopédies médicales connues dans l'histoire, mais seule une petite partie de  Encyclopédie médicale  a survécu. Après sa disparition,  Encyclopédie médicale  a finalement remplacé le Canon de la médecine d’Ibn Sina comme autorité médicale de référence à l’âge d'or du monde islamique médiéval. Les biographes arabes à partir du XIIIe siècle considéraient Ibn al-Nafîs comme le plus grand médecin de l'histoire, certains se référant à lui comme au « deuxième Ibn Sina », et d'autres le considérant comme plus important qu'Ibn Sîna.
La dernière grande encyclopédie médicale du monde Islamique fut l’atlas chirurgical Cerrahiyyetu'l-Haniyye (« Chirurgie impériale ») de Şerafeddin Sabuncuoğlu. Bien que son travail soit principalement basé sur le At-Tasrîf d’Abû Al-Qasim, il a également introduit de nombreuses innovations personnelles.

### Héritage
George Sarton, le père du développement de l'Histoire des sciences aux États-Unis, a écrit dans son Introduction à l'histoire des sciences :

« Grâce à leurs recherches médicales, ils n’ont pas seulement élargi les horizons de la médecine, mais élargi les concepts humanistes en général. [...] Par conséquent, il ne peut guère s’agir d’un hasard si ces recherches devaient inévitablement les conduire au-delà de ce qui était à la portée des maîtres Grecs. Si on considère comme symbolique que le plus spectaculaire succès de la moitié du vingtième siècle soit la fission atomique et la bombe nucléaire, il ne semble pas fortuit que l'effort médical des premiers musulmans ait pu conduire à une découverte qui a été tout aussi révolutionnaire mais peut-être plus bénéfique. »

— George Sarton,  

## Méthode scientifique
Les médecins musulmans utilisèrent la méthode scientifique dans le domaine de la médecine avec notamment, l’expérimentation, la recherche médicale, la médecine fondée sur les faits, les essais cliniques, la dissection, l’expérimentation animale, l’expérimentation humaine et l’examen post-mortem (autopsie) par les médecins musulmans, tandis que les hôpitaux du monde islamique inventaient les premiers essais thérapeutiques, veillaient à la pureté des médicaments, et pratiquaient l’évaluation des compétences des médecins.

### Méthode expérimentale
Au Xe siècle, Razi (Rhazes) a introduit le contrôle scientifique et l’observation clinique dans le domaine de la médecine et a rejeté plusieurs théories médicales de Galien non vérifiées par l’expérimentation. Les plus anciennes expériences médicales connues ont été effectuées par Razi pour trouver l’endroit le plus hygiénique pour construire un hôpital. Il a accroché des morceaux de viande dans toute la ville de Bagdad au Xe siècle et répertorié l’endroit où la viande se décomposait le moins vite et c'est là qu’il a construit l'hôpital. Dans ses traités de médecine, Razi rapportait des cas cliniques tirés de sa propre expérience et de très utiles observations sur diverses maladies. Dans Doutes sur Galien, Razi a également été le premier à prouver à partir des données de l'expérimentation que la théorie des humeurs de Galien et la théorie des quatre éléments d’Aristote étaient toutes les deux fausses. Il a également introduit l'analyse d'urines et l’examens des selles.
Avicenne (Ibn Sîna) est considéré comme le père de la médecine moderne, pour son introduction systématique de l’expérimentation et de la quantification dans l'étude de la physiologie, l’introduction de la recherche médicale, des essais cliniques, de l’analyse des facteurs de risque et du concept de syndrome pour le diagnostic spécifique de certaines maladies, dans son encyclopédie médicale, le Canon de la médecine (vers 1025) qui était également le premier livre traitant de la médecine fondée sur des preuves, et d’essais cliniques randomisés,, et de tests d’efficacité,.
Selon Toby Huff et AC Crombie, le Canon contient « un ensemble de règles qui ont fixé les bases de l’utilisation expérimentale et de l'essai des médicaments » ce qui constitue « un guide pratique d'expérimentation » dans le processus qui consiste à « découvrir et à prouver l'efficacité de nouveaux Médicaments ». Avicenne a mis l'accent sur l'essai de médicaments et jeté les bases d'une approche expérimentale de la pharmacologie. Le Canon énonce ci-après des règles et les principes des tests d'efficacité des nouvelles drogues et des médicaments, ce qui forme toujours la base de la pharmacologie clinique et des Essais cliniques modernes :
1. Le médicament doit être exempt de toute pollution étrangère accidentelle ;
2. Il doit être utilisé sur une maladie unique et non une association de plusieurs maladies ;
3. Le médicament doit être testé avec deux types contraires de maladies, parce qu’un médicament guérit parfois une maladie par ses qualités intrinsèques et parfois par pur hasard ;
4. La qualité du médicament doit correspondre à la force de la maladie. Par exemple, certains médicaments agissent sur la chaleur alors que certaines maladies sont caractérisées par la froideur, de sorte que ces médicaments n'ont pas d'effet sur elles ;
5. Le temps d'action doit être observé, afin de ne pas confondre l’action propre du médicament et un effet accidentel ;
6. L'effet attendu du médicament doit se produire constamment ou dans de nombreux cas, car dans le cas contraire, il faut considérer qu’il s’agit d’un effet accidentel ;
7. L'expérimentation doit être réalisée sur l’homme, si un médicament est expérimenté sur un lion ou un cheval on ne peut tirer de cet essai aucune conclusion que ce soit quant à son effet sur l'homme.

L'un des premiers médecins connus pour avoir réalisé une dissection sur l'homme et un examen post-mortem du corps (autopsie) pour des expériences médicales était Ibn Zuhr (Avenzoar), qui a introduit la méthode expérimentale en chirurgie, pour cette raison il est considéré comme le père de la chirurgie expérimentale. À cette époque un certain nombre d'autres praticiens ont été également des pionniers de la dissection et de l'autopsie, notamment Ibn Tufayl, al-Shayzari médecin de Saladin, Ibn Jumay, Abd-al-latîf, et Ibn al-Nafîs.
La méthode expérimentale a été introduite en botanique, en matière médicale et en agronomie au XIIIe siècle par le botaniste arabe et andalous Abou al-Abbas al-Nabati, le professeur d’Ibn al-Baitar. An-Nabatî a introduit des méthodes d'essai empiriques, a descrit et identifié de nombreuses substances entrant dans la matière médicale et il fait le tri entre les effets non vérifiés et ceux qui ont été démontrés par des essais et des observations.

### Comité de lecture
La première description d’un processus précurseur de ce qu’on nommera plus tard un comité de lecture figure dans l’éthique du médecin, œuvre d’Ishaq Ali bin al-Rahwi (854-931) d'Al-Raha en Syrie qui décrit le premier comité de lecture de médecins (examen par des pairs). Son travail, ainsi que les manuels de médecine arabe plus tardifs, prescrivent qu’un médecin qui examine un patient doit toujours rédiger en double une note sur l'état de santé du malade mise à jour à chaque visite. Lorsque le patient est guéri ou est décédé, les notes du médecin sont examinées par un conseil médical local composé d'autres médecins qui font un examen de la pratique du médecin d’après ces notes pour déterminer si ses prescriptions ont respecté les règles des soins médicaux. Si ces conclusions étaient négatives, le médecin praticien pouvait faire l’objet d’un procès intenté par un patient victime d’un traitement inadapté.

## Anatomie et physiologie

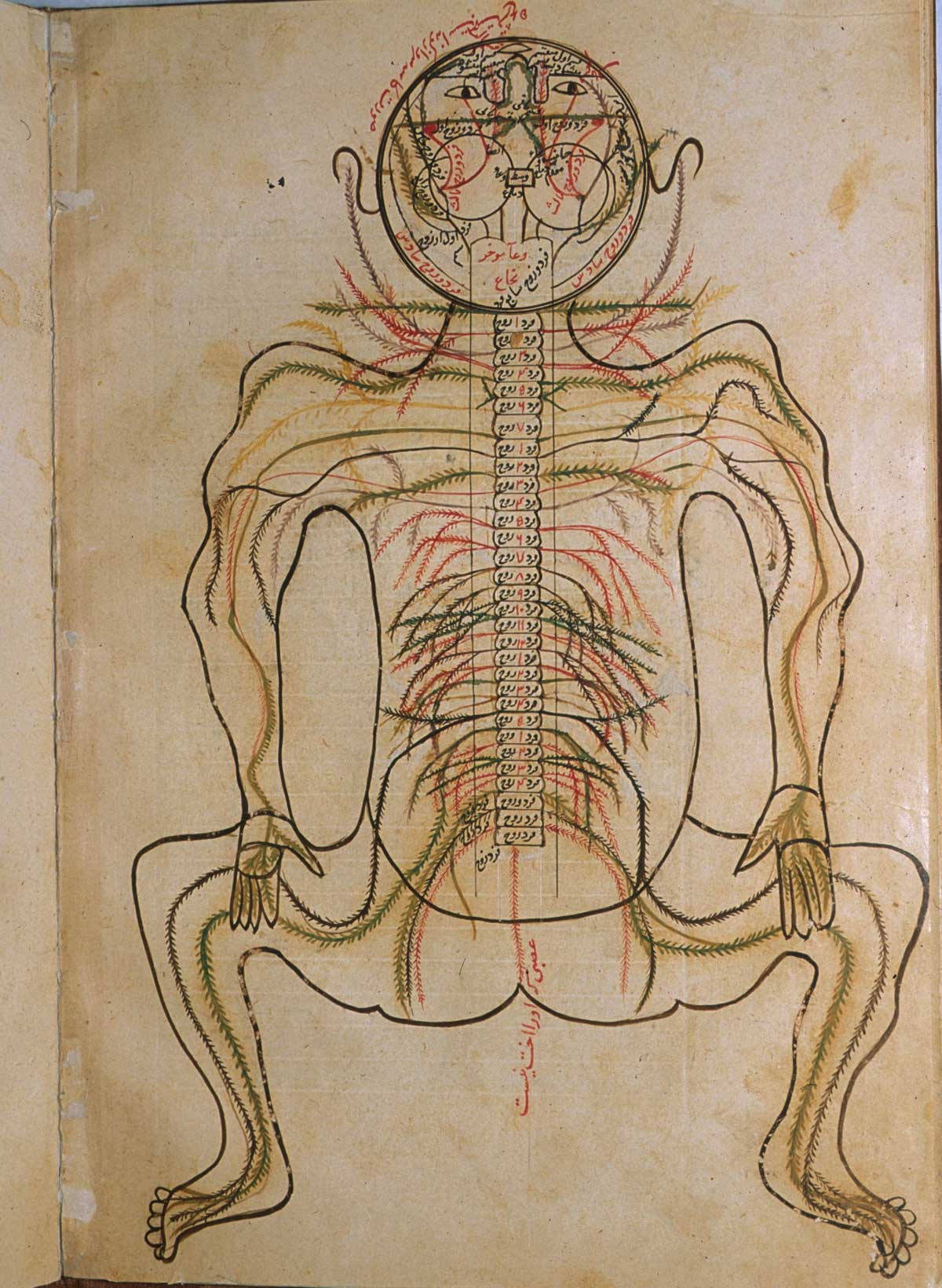
Mansur ibn Ilyas: Tashrīḥ-i badan-i insān. تشريح بدن انسان. Manuscript, ca. 1450, U.S. National Library of Medicine.

En anatomie et physiologie, le premier médecin à réfuter la théorie des humeurs de Galien est Muhammad ibn Zakarīya Rāzi (Rhazes) dans ses Doutes sur Galien au Xe siècle. Il a critiqué la théorie de Galien selon lesquelles il existait dans l'organisme quatre « humeurs » (des substances liquides), dont l'équilibre était la clé de la santé et de la température naturelle du corps. Razi a été le premier à prouver que cette théorie était fausse en utilisant une méthode expérimentale. Il a effectué une expérience qui perturbait ce système par l'introduction dans l'organisme d'un liquide à une température différente de celle du corps, entraînant une augmentation ou une diminution de la température corporelle qui se rapprochait de la température de ce fluide. Razi a noté en particulier qu’une boisson chaude réchauffait le corps à un niveau beaucoup plus élevé que la température naturelle, donc que la boisson déclenchait une réponse de l'organisme, supérieure à ce qui relevait du seul transfert de la chaleur ou du froid vers le corps. Cette critique a été la première réfutation expérimentale de la théorie des humeurs de Galien et de la théorie des Quatre éléments d’Aristote sur laquelle elle était fondée. Les expériences alchimiques de Razi lui-même ont suggéré l’existence d'autres qualités de la matière, telles que « son caractère huileux [et] sulfureux », ou son inflammabilité et sa salinité qui ne s'expliquent pas facilement par la traditionnelle division en quatre éléments comme le feu, l'eau, la terre et l’air.

### Anatomie et physiologie expérimentale
Les contributions d’Avicenne à la physiologie comprennent l'introduction systématique de l’expérimentation et de la quantification pour l'étude de la physiologie dans le Canon de la médecine. La contribution d’Ibn al-Haytham (Alhacen) à l’anatomie et à la physiologie est principalement l’explication correcte du processus de la vision et de la perception visuelle pour la première fois dans son  Traité d’optique, publié en 1021. Les autres innovations introduites par les médecins musulmans dans le domaine de la physiologie à ce moment-là sont également l'utilisation de l’expérimentation animale et de la dissection du corps humain.
Avenzoar (Avenzoar) (1091-1161) a été un des premiers médecins connu pour avoir effectué des dissections et des examens post-mortem autopsies chez l'homme. Il a prouvé qu’une maladie de peau, la gale était causée par un parasite, une découverte qui allait bouleverser la théorie des humeurs prônée par Hippocrate et Galien. L'élimination du parasite du corps du patient n'impliquait pas de purge, de saignée ou tout autre traitement traditionnellement associé à la théorie des quatre humeurs.
Au XIIe siècle, les médecins de Saladin al-Shayzari et Ibn Jumay ont été également parmi les premiers à entreprendre la dissection du corps humain et ils ont appelé explicitement d'autres médecins à en faire autant. Au cours d'une famine en Égypte en 1200, Abd-al-Latîf a observé et examiné un grand nombre de squelettes et il a découvert que Galien avait formulé des conclusions erronées sur l’anatomie de l'os du maxillaire inférieur et du sacrum.

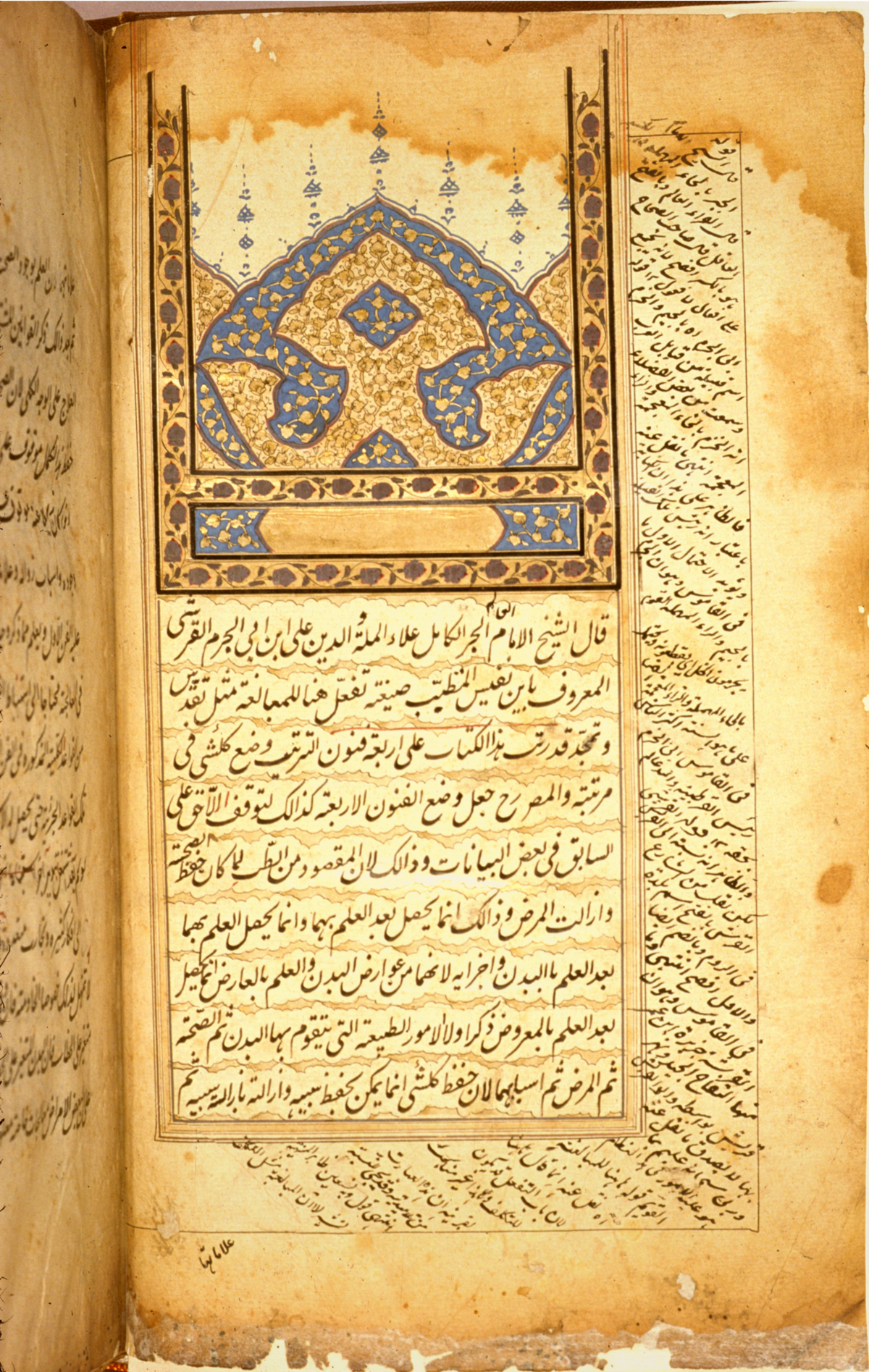
Page de couverture d'un ouvrage médical d’Ibn al-Nafis, le père de la physiologie circulatoire. Il s'agit probablement d'une copie faite en Inde au cours des XVIIe siècle ou XVIIIe siècles.

### Anatomie et physiologie cardiovasculaire
Ibn al-Nafîs, le père de la physiologie circulatoire, fait partie des autres précurseurs de la dissection humaine. En 1242, il a été le premier à décrire la circulation pulmonaire, les artères coronaires et la circulation capillaire qui forment la base du système circulatoire, découvertes pour lesquelles il est considéré comme l'un des plus grands physiologistes de l'histoire. Les premières descriptions européennes de la circulation pulmonaire n’ont été faites que plusieurs siècles plus tard, avec Michel Servet en 1553 et William Harvey en 1628. Ibn al-Nafis a également décrit le premier concept du métabolisme et développé de nouveaux systèmes Nafisiens d’anatomie, de physiologie et de psychologie pour remplacer les doctrines d’Avicenne et de Galien, après avoir discrédité un grand nombre de leurs théories erronées sur les quatre humeurs, le rythme cardiaque, les os, les muscles, les intestins, le système sensoriel, les canaux biliaires, l’œsophage, l’estomac et l’anatomie de presque toutes les autres parties du corps humain.
Le médecin arabe Ibn al-Lubudi (1210-1267), originaire également de Damas qui a écrit le Recueil des discussions à propos de cinquante questions d’ordre psychologique et médical, dans lequel il rejette la théorie de quatre humeurs défendue par Galien et Hippocrate, a découvert que la préservation du corps dépend exclusivement du sang et rejeté l'idée de Galien selon laquelle les femmes peuvent produire la semence et a également découvert que la pulsation des artères n’est pas tributaire des battements du cœur, que le cœur est le premier organe à se former dans l’organisme du fœtus (et non le cerveau comme le pensait Hippocrate) et que les os formant le crâne peuvent former des tumeurs. Dans les cas de fièvre élevée, il conseille également à un patient de ne pas sortir de l'hôpital.
Au XVe siècle, le Tashrih al-Badan (« Anatomie du corps ») écrit par Mansûr ibn Ilyas contenait des schémas représentants la structure globale du corps, le système nerveux et le système circulatoire.

### Pouls et tension artérielle
Les médecins musulmans ont été pionniers dans l’étude du rythme cardiaque. Dans les temps anciens, Galien ainsi que les praticiens de la médecine traditionnelle chinoise ont cru à tort qu'il y avait un type unique de rythme cardiaque pour chaque organe du corps et pour chaque maladie. Galien pensait également à tort que « chaque partie d'une artère bat en même temps » et que la perception d’une impulsion était due à des mouvements naturels (les artères se dilatant et se contractant naturellement), par opposition aux pulsations forcées (le cœur provoquant la dilatation et la contraction des artères). La première explication correcte des pulsations a été donnée par les médecins musulmans.
Avicenne a été un pionnier de l’étude du pouls après avoir affiné la théorie de l'impulsion de Galien et découvert ce qui suit dans le Canon de la médecine :

« Chaque battement du pouls est composé de deux mouvements et de deux pauses. Les différentes phases se suivent ainsi : expansion, pause, contraction, pause. [...] Le pouls est un mouvement dans le cœur et les artères... qui prend la forme d’une alternance de dilatation et de contraction. »

— Avicenne , 
Avicenne est aussi un pionnier de la conception moderne de la prise du pouls grâce à la palpation du poignet qui est encore pratiquée à note époque. Ses raisons de choisir le poignet comme endroit idéal est dû au fait qu'il soit facilement accessible et que le patient n'ait pas besoin d’exposer son corps ce qui peut être une difficulté pour lui ou pour elle. La traduction latine de son Canon a aussi jeté les bases nécessaires à l’invention plus tardive du sphygmographe (tensiomètre).
Ibn al-Nafîs, dans son commentaire sur l'anatomie décrite dans le Canon d'Avicenne, a complètement rejeté la théorie galénique de la pulsation après sa découverte de la circulation pulmonaire. Il a développé une théorie nafisienne de la pulsation, après avoir découvert que la pulsation est le résultat naturel de deux mouvements, qu’il s’agit d’un mouvement forcé et que le « mouvement forcé correspond à la contraction des artères provoquée par la dilatation du cœur et le mouvement naturel est celui de la dilatation des artères ». Il note que les « artères et le cœur ne se dilatent et se contractent pas en même temps, mais plutôt que l'un se contracte, pendant que l'autre se dilate » et vice versa. Il a également reconnu que l'objectif de l'impulsion est de favoriser l’irrigation du reste du corps par le sang provenant du cœur. Ibn al-Nafis résume brièvement sa nouvelle théorie de la pulsation:

« Le but principal de la dilatation et de la contraction du cœur est d'absorber l'air frais et d'expulser les déchets de l'esprit et l'air chaud, lorsque le ventricule du cœur est dilaté. Cependant, quand il se dilate il ne lui est pas possible d'absorber l'air jusqu'à ce qu'il soit plein, car cela ruinerait le tempérament de l'esprit, dans sa substance et sa texture, ainsi que le tempérament du cœur. Ainsi, le cœur est nécessairement forcé de se remplir complètement par absorption de l'esprit. »

— Ibn Nafis, 

## Épidémiologie, étiologie, pathologie
Dans le domaine de l’étiologie et de l’épidémiologie, les médecins musulmans sont responsables de la découverte des maladies infectieuses et du système immunitaire, des progrès de l’anatomopathologie et des premières hypothèses relatives à la bactériologie et à la microbiologie. Leur découverte des maladies contagieuses, en particulier, est considérée comme révolutionnaire et reste l'une des plus importantes découvertes en médecine. On peut faire remonter les premières idées sur la contagion à plusieurs Hadiths attribués à Mahomet au VIIe siècle qui affirment la nature contagieuse de la lèpre, de la gale et des maladies sexuellement transmissibles. La conséquence de ces premières idées sur la contagion est une attitude généralement favorable des médecins musulmans envers les lépreux (qui sont souvent considérés sous un jour négatif dans d'autres sociétés antiques et médiévales) qui peut être retrouvée dans un hadith attribué à Mahomet et fait suite aux conseils donnés dans le Coran:

« Il n'y a pas de faute à être aveugle, il n'y a pas de faute à être boiteux et il n'y a pas de faute à être malade. »

Cela a finalement abouti à la théorie des maladies contagieuses qui a été bien assimilée par Avicenne au XIe siècle. À ce moment-là, les risques de contagion ont été bien pris en compte et, par conséquent, les hôpitaux ont été créés avec des quartiers séparés pour certaines maladies spécifiques, de sorte que les personnes atteintes de maladies contagieuses puissent être tenues à l'écart des autres patients indemnes de l’infection et hospitalisés pour une autre pathologie. Dans le Canon de la médecine (1020), Avicenne a découvert la nature contagieuse de certaines maladie infectieuses comme la phtisie (tuberculose), la transmission des maladies par l’eau et les sols et bien compris la nature contagieuse des maladies sexuellement transmissibles. En épidémiologie, il a présenté la méthode de la quarantaine comme un moyen de limiter la propagation des maladies contagieuses et introduit la méthode de l’analyse des facteurs de risque et le concept de syndrome pour le diagnostic de certaines maladies.
Afin de trouver l’endroit le plus hygiénique pour construire un hôpital, Muhammad ibn Zakarīya Rāzi (Rhazes) a procédé à une expérimentation au cours de laquelle il a accroché des morceaux de viande dans différents lieux de la ville de Bagdad au Xe siècle et répertorié les endroits où la viande se décomposait le moins rapidement. Razi a également écrit un Traité de médecine au IXe siècle. Le Grand Traité était la plus recherchée de toutes ses œuvres, celle où Razi avait noté les cas cliniques tirés de sa propre expérience et de très utiles observations sur diverses maladies, ainsi que la découverte de la rougeole de la variole et de la varicelle. Le Grand Traité a également critiqué les vues de Galien, après que Razi eut observé de nombreux cas cliniques qui ne correspondaient pas aux descriptions des fièvres de Galien. Par exemple, il a déclaré que les descriptions par Galien des maladies urinaires étaient inexactes, parce qu’elles étaient fondées sur trois cas seulement, alors que Razi avait étudié des centaines de cas dans les hôpitaux de Bagdad et de Ray. Le Traité de médecine, en particulier avec la description de la variole de la varicelle et de la rougeole, a eu une grande influence en Europe.
Ibn Zuhr (Avenzoar) a été le premier médecin à découvrir une étiologie réellement scientifique des maladies inflammatoires de l’oreille et le premier à exposer clairement les causes du stridor (dyspnée laryngée). Il a également été le premier à donner des descriptions précises de certaines maladies neurologiques, comme la méningite, la thrombophlébite intracrânienne et les tumeurs médiastinales. Averroès a entrevu l'existence de la maladie de Parkinson et a découvert les propriétés des photorécepteurs de la rétine. Maïmonide a écrit sur les troubles neuropsychiatriques et décrit la rage et l’intoxication par la belladone.

### Allergologie et immunologie
L'étude de allergologie et de l’immunologie trouve son origine dans la civilisation du monde islamique. Muhammad ibn Zakarīya Rāzi (Rhazes) est responsable de la découverte de « l’asthme allergique », et il a été le premier médecin connu pour avoir écrit des articles sur l’allergie et le système immunitaire. Dans le Sens de l’odorat, il explique la survenue d’une rhinite après avoir respiré l’odeur d’une rose au printemps. Dans l'article intitulé « La raison pour laquelle Abou Zayd Balkhi souffre d’une rhinite lorsqu’il sent le parfum des roses au printemps », il décrit la rhinite saisonnière, dont le mécanisme est le même que celui de l'asthme allergique ou du rhume des foins. Ar-Razi a été le premier à comprendre que la fièvre était un mécanisme de défense naturel, un moyen pour l'organisme de lutter contre la maladie.
La distinction entre la variole et la varicelle remonte également à Ar-Razi. La procédure médicale de la variolisation a été pratiquée dans le monde islamique médiéval afin de traiter la variole. Cette méthode fut ensuite suivie par la première vaccination contre la variole par l’inoculation d’une forme atténuée de la variole, inventée en Chine et transmise à l’Occident par l’intermédiaire de la Turquie au début du XVIIIe siècle.

### Hématologie
En hématologie, Abu Al-Qasim (Abulcasis) a donné la première description de l’hémophilie (ou du moins d’une maladie de la coagulation) dans son livre Al-Tasrif, dans lequel il rapporte le cas d’une famille andalouse dont les hommes mouraient d'hémorragie après des blessures légères.

### Microorganismes
Les médecins musulmans ont spéculé sur l'existence des bactéries et des micro-organismes, si ces théories anciennes n'ont pas été démontrées ou observées avant le XVIIe siècle, lorsque des investigations dans le domaine de la microbiologie ont été rendues possibles par l'invention du microscope. Ces premières idées ont cependant, influencé Girolamo Fracastoro.
Avicenne a émis l'hypothèse que les sécrétions corporelles étaient contaminées par de la terre souillée par des organismes étrangers putréfiés avant qu’apparaisse l’infection,.
Lorsque la peste noire ou peste bubonique atteint Al-Andalus au XIVe siècle, Ibn Khatima a émis l'hypothèse que les maladies infectieuses étaient causées par de petits micro-organismes qui pénètrent dans le corps humain et provoquent des maladies. Au XIVe siècle un autre médecin andalou, Ibn al-Khatib (1313-1374), a écrit un traité appelé Sur la peste, dans lequel il affirmait :

« L'existence de la contagion est établie par l'expérience, les investigations, les faits constatés par les sens et des études dignes de confiance. Ces faits constituent un bon argument. Le fait de l'infection devient clair pour le chercheur qui observe comment s’établit le contact avec la personne atteinte de la maladie, alors que ceux qui ne sont pas en contact sont épargnés, et la façon dont la transmission se produit par les vêtements, les navires et les boucles d'oreilles. »

— Ibn al-Khatib sur la peste

### Parasitologie
En parasitologie Avenzoar, par le biais de la dissection, a été en mesure de prouver que la gale est provoquée par un parasite, une découverte qui allait bouleverser la théorie des humeurs défendue par Hippocrate, Galien et Avicenne. L'élimination du parasite du corps du patient ne nécessite pas de purge, de saignée ou tous autres traitements traditionnellement associés à la théorie des quatre humeurs.

## Dentisterie

### Chirurgie dentaire
Les dentistes musulmans ont été des pionniers en odontologie, notamment en chirurgie dentaire et odontologie conservatrice. Le premier texte médical décrivant la chirurgie dentaire en détail est le Al-Tasrîf d’Abulcasis. Il a préconisé des méthodes détaillées pour assurer le succès de la réimplantation des dents arrachées.

### Restauration dentaire
Au Xe siècle un autre dentiste arabe, Abou Amed Gaafar ibn Ibrahim ibn abi Halid al-Gazzar en Afrique du Nord, a décrit les méthodes de restauration dentaire dans son Kitâb Zad al-Musâfir qut wa al-Hadir (« Provision pour le voyageur et nutrition pour les sédentaires ») qui a ensuite été traduit en latin comme Viatique par Constantin l'Africain à Salerne. Il a propose le premier traitement des caries dentaires :

« Il faut tout d'abord purger la carie et ensuite les dents peuvent être remplies avec de la noix de galle, des teintures, un extrait de nerprun, de la résine de pin, de la résine de cèdre, de myrrhe, d’anacyclus pyrèthrum et de miel, ou des fumigations à la racine de coloquinte. »

— Abu Gaafar Amed ibn Ibrahim ibn abi Halid al-Gazzar , 
Al-Gazzar a également recommandé un composé d’arsenic dans ses prescriptions pour combler les trous des dents, ainsi que pour les caries dentaires et pour le relâchement des nerfs lorsqu’il en résulte un excès de fluides.
Avicenne a consacré de nombreux chapitres du Canon de la médecine à l'art dentaire, en particulier à la restauration dentaire. Influencé par Al-Gazzar, il a proposé son propre traitement de la carie dentaire, en précisant que la dent cariée doit être remplie de cyprès, d’herbes médicinales, de pâte de Pistachier lentisque, de myrrhe, ou Styrax, entre autres, avec de la noix de galle, du soufre jaune, du poivre, du camphre et des drogues pour la douleur, comme l'arsenic ou le lait de louve. Il a en outre déclaré que l'arsenic bouilli dans l’huile devait être introduit dans l’orifice de la carie.
Avicenne et al-Gazzar, toutefois, estiment tous deux que les caries dentaires sont provoquées par les « vers de dents » comme le croyaient les anciens. En 1200 cela s’est révélé faux et la preuve en a été apportée par un autre médecin musulman nommé Gaubari dans son Book of the Elite concerning the unmasking of mysteries and tearing of veils (« Livre des Élites concernant la révélation des mystères et le dévoilement des secrets ») qui consacre un chapitre à l'art dentaire. Il fut le premier à rejeter l'idée que les caries dentaires étaient provoquées par des vers et il a déclaré que les vers de dent, en fait, n'existaient même pas. La théorie du ver de la dent n'était donc plus acceptée dans la communauté médicale islamique du XIIIe siècle.

## Obstétrique

### Périnatologie
Les médecins musulmans ont fait de nombreux progrès en obstétrique, notamment en périnatalogie. Dans l'Antiquité grecque et hellénistique des auteurs tels qu’Hippocrate, Galien, Ptolémée et Paul d'Egine estimaient à tort que les contractions utérines étaient seulement une indication de l'imminence de l’accouchement et que le fœtus devait par la suite nager vers la sortie de l'utérus et le vagin. Au Xe siècle, Ali ibn Abbas al-Majusi a prouvé que cette théorie était fausse lorsqu’il a découvert que les contractions utérines sont en fait la cause de l’expulsion du fœtus. Abu al-Qasim al-Zahrawi a donné des conseils aux sages-femmes sur l'accouchement et les complications de l’obstétrique dans son Al-Tasrif (1000) et a fait un certain nombre de progrès dans ce domaine. Il a été le pionnier de la méthode de la craniotomie du fœtus pour la délivrance en cas de présentation dystocique et il a introduit les instruments chirurgicaux destinés à cette opération. La césarienne a été décrite en détail par Ferdowsi dans le Shâh Nâmeh  (1010) et par Al-Biruni dans son livre Al-Athar al-Baliyah.

### Embryologie
Ibn al-Nafis a critiqué les précédentes explications aristotéliciennes, galéniques et avicenniennes de l’embryologie et a cherché à développer ses propres théories sur l'embryologie et la reproduction. Il estimait que, lorsque les hommes et les femmes mélangeaient leurs semences, ils créaient une nouvelle matière qui avait la capacité de recevoir une âme animale ou humaine et Dieu donnait une âme à cette matière qui se développait ensuite pour former un embryon destiné à se transformer ensuite en formant des organes. Il a en outre écrit :

« Galien estime que chacune des deux semences a en elle la faculté active de modeler la matière et la faculté passive à être façonnée, mais la faculté active est plus forte dans la semence mâle alors que la faculté passive est plus forte dans la semence femelle. Les investigateurs parmi les falasifa (philosophes) croient que la semence mâle a seulement la faculté active, tandis que la femelle a seulement la faculté passive.. Quant à notre avis à ce sujet et Dieu le sait mieux que nous, aucune des deux semences n’a en elle la faculté active de modeler la vie. »

— Ibn Nafis.
Il montre ensuite que, lorsque le sperme de l’homme et la semence de la femme sont réunis dans l'utérus, la semence de la femme tempère le feu du sperme de l’homme par sa nature fraiche et humide.
Le médecin arabe Ibn al-Quff (1233-1305), un élève d'Ibn al-Nafis, a décrit l'embryologie et la périnatologie avec plus de précision dans son Al-Jami:

« La formation d'une écume à la première étape de 6 à 7 jours qui se transforme progressivement en un caillot au bout de 13 à 16 jours et au bout de 28 à 30 jours en un petit bourgeon de chair. En 38 à 40 jours, la tête apparaît distinctement séparée des épaules et des membres. Le cerveau et le cœur suivis par le foie se forment avant les autres organes. Le fœtus tire sa nourriture de sa mère pour se développer et reconstituer la substance qu'elle perd [...] Il existe trois membranes recouvrant et protégeant le fœtus, la première relie les artères et les veines du fœtus avec les vaisseaux de l’utérus de la mère par l’intermédiaire du cordon ombilical. Les veines apportent la nourriture pour l'alimentation du fœtus, alors que les artères transmettent l'air. Au bout de sept mois, tous les organes sont complets... Après l'accouchement, le cordon ombilical du bébé est coupé à une distance de quatre doigts du corps, et ligaturé avec un fil de laine. La tranche de section est recouverte d'un tissu humidifié d’huile d'olive enveloppé d’un stypique pour prévenir les saignements... Après l'accouchement, le bébé est allaité par sa mère dont le lait est le meilleur pour lui. Ensuite, la sage-femme emmène le bébé dormir dans une chambre tranquille et obscure... les soins au bébé sont effectués deux à trois fois par jour. Avant les soins, le sein maternel doit être pressé deux ou trois fois pour faire couler le lait du mamelon. »

— Ibn al-Quff.

## Sciences pharmaceutiques
Al-Kindi est un célèbre médecin arabe du IXe siècle qui a écrit de nombreux livres sur la médecine. Son ouvrage le plus important dans ce domaine est De Gradibus, dans laquelle il montre l'application des mathématiques arabes à la médecine, en particulier dans le domaine de la pharmacologie. Il inclut l'élaboration d'une échelle mathématique pour quantifier la puissance des drogues et un système qui permettrait à un médecin de déterminer à l'avance la plupart des jours critiques de la maladie d’un patient, en fonction des phases de la Lune.
Dans son Traité de médecine, Razi Rhazes) rapporte des cas cliniques inspirés de sa propre expérience et des observations très utiles sur diverses maladies. Le Traité de médecine, avec une introduction sur la rougeole, la variole et la varicelle, a eu beaucoup d’influence en Europe. Razi a également procédé à une expérimentation afin de trouver l’endroit le plus hygiénique pour construire un hôpital. Il a accroché des morceaux de viande dans des différents lieux à Bagdad au Xe siècle et observé à quel endroit la viande se décomposait le moins vite et c'est là qu’il a construit son hôpital.
Au Xe siècle, Abu Mansur al-Muvaffak mentionne pour la première fois des méthodes alchimiques pour distinguer certains médicaments.

### Pharmacologie clinique
Les contributions d’Avicenne dans le domaine de la pharmacologie et des sciences pharmaceutiques dans le Canon de la médecine (années 1020) comprennent l'introduction systématique de l’expérimentation et de la quantification en pharmacologie et dans l'étude de la physiologie, l'introduction de la pharmacologie clinique, de la médecine expérimentale de la médecine basée sur les preuves, des essais cliniques, des essais cliniques randomisés,, des tests d’efficacité,, l'utilisation expérimentale et les essais thérapeutiques, un guide pratique précis d'expérimentation au cours du processus qui consiste à découvrir de nouvelles substances chimiques et à prouver leur efficacité thérapeutique et la première description minutieuse des maladies de peau, des maladies sexuellement transmissibles, des perversions et des maladies du système nerveux, ainsi que l'utilisation de la glace pour traiter les fièvres, et la séparation de la médecine et de la pharmacologie qui a été importante pour le développement des sciences pharmaceutiques. Le Canon énonce ci-après des règles et des principes pour tester l'efficacité des nouvelles substances et médicaments qui forment toujours la base de la pharmacologie clinique et des essais cliniques modernes :
1. Le médicament doit être exempt de toute pollution étrangère accidentelle ;
2. Il doit être utilisé sur une maladie unique et non une association de plusieurs maladies ;
3. Le médicament doit être testé avec deux types contraires de maladies, parce qu’un médicament guérit parfois une maladie par ses qualités intrinsèques et parfois par pur hasard ;
4. La qualité du médicament doit correspondre à la force de la maladie. Par exemple, certains médicaments agissent sur la chaleur alors que certaines maladies sont caractérisées par la froideur, de sorte que ces médicaments n'ont pas d'effet sur elles ;
5. Le temps d'action doit être observé, afin de ne pas confondre l’action propre du médicament et un effet accidentel ;
6. L'effet attendu du médicament doit se produire constamment ou dans de nombreux cas, car dans le cas contraire, il faut considérer qu’il s’agit d’un effet accidentel ;
7. L'expérimentation doit être réalisée sur l’homme, si un médicament est expérimenté sur un lion ou un cheval, on ne peut tirer de cet essai aucune conclusion que ce soit quant à son effet sur l'homme.

### Pharmacie
Dans le domaine de la pharmacie, la première officine a été ouverte par des pharmaciens musulmans à Bagdad en 766, quand la première officine était fondée par Abou Koreich Issa Al Sandalani.
Les progrès réalisés au Moyen-Orient par les alchimistes musulmans en Botanique et en Chimie ont conduit les médecins musulmans à développer la pharmacologie de façon importante. Muhammad ibn Zakarīya Rāzi (Rhazes) (865-915), par exemple, a pris des mesures pour promouvoir l’utilisation médicale des composés chimiques. Abu al-Qasim al-Zahrawi (Abulcasis) (936-1013) fut un pionnier de la préparation des médicaments par sublimation et distillation. Son Liber servitoris est d'un intérêt particulier, car il fournit au lecteur des recettes et explique comment préparer les simples à partir desquels sont venus s'ajouter des composés médicamenteux complexes qui sont des produits généralement utilisés en seconde intention. Ibn Sahl Shapur (-869) a été toutefois, le premier médecin à rédiger une pharmacopée décrivant une grande variété de drogues et les mesures à prendre pour traiter différents maux. Al-Biruni (973-1050) a écrit un des plus précieux ouvrages islamiques sur la pharmacologie intitulé Kitab al-Saydalah (« Le Livre des drogues ») où il a fait preuve d’une connaissance approfondie des propriétés des médicaments et souligné le rôle de la pharmacie ainsi que les fonctions et les tâches du pharmacien. Ibn Sina (Avicenne) a également décrit au moins 700 préparations, leurs propriétés, leur mode d'action et leurs indications. Il a consacré un volume entier aux drogues simples dans le Canon de la médecine. D'autres œuvres ont également eut un grand impact comme celles d'al-Maridini de Bagdad et du Caire et celles d’Ibn al-Wafid (1008-1074) qui ont été imprimées en latin et rééditées plus de cinquante fois, sous le titre De Medicinis universalibus et particularibus  par Mésué le Jeune et de Medicamentis simplicibus  par Abenguefit. Pierre de Abano (1250-1316) l’a traduit et ajouté en complément au travail d'al-Maridini sous le titre De Veneris. Al-Muwaffaq est également un pionnier pour ses contributions dans ce domaine. Vivant au Xe siècle, il a écrit Les Fondements des véritables propriétés des remèdes, décrivant entre autres l’anhydride arsénieux et mentionnant l’acide silicique. Il a fait clairement la distinction entre le Carbonate de sodium et le carbonate de potassium, et a attiré l'attention sur la nature toxique des composés du cuivre, notamment les sels de cuivre de l’acide sulfurique et les composés du plomb. Pour la petite histoire, il a également mentionné la distillation de l'eau de mer pour obtenir de l’eau de boisson.

### Médicaments

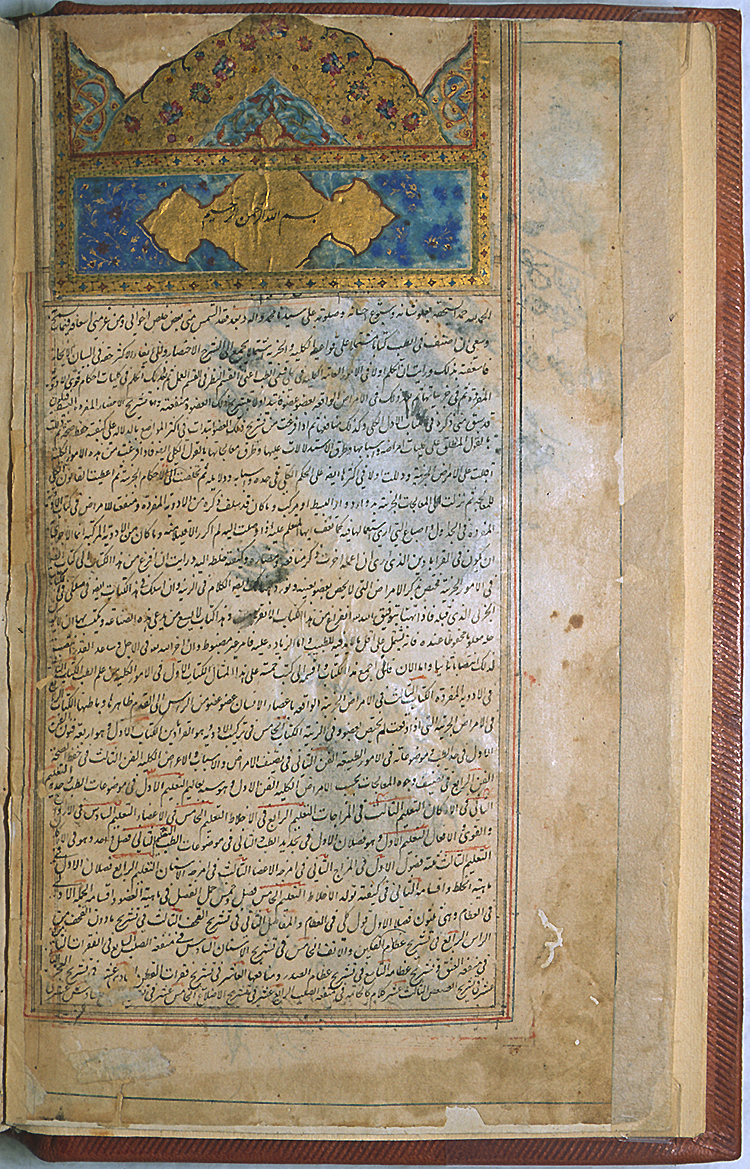
Première page avec enluminure d'une copie en arabe du Qanûn, XVe siècle, NLM.

Les chimistes musulmans découvrent une grande quantité de médicaments comme Al-Dinawari décrit au IXe siècle près de 634 plantes médicinales et Ibn Al-Baitar décrit au XIIIe siècle au moins 1 400 plantes, aliments et drogues ;
- essais cliniques : le concept des essais cliniques est assez ancien, il a été introduit et formalisé[70]. par le philosophe et médecin perse ( ابن سينا ) Avicenne en 1025 apr. J-C dans son ouvrage encyclopédique de médecine médiévale   كتب القا نون في الطب - Kitab Al Qanûn fi Al-Tibb  (« Livre des lois médicales »). Il est le père de la médecine moderne et de la pharmacologie ;
- antitussif : les savants arabes sont les premiers à utiliser le sirop dans le but d'arrêter la toux ;
- parasitologie : Ibn Zuhr est le premier à comprendre les causes de la gale en découvrant les parasites qui la provoquent ;
- phytothérapie : le Canon de la médecine d'Avicenne introduit l'usage médical de l'if commun. Il nomme la plante Zarnab et l'utilise comme remède pour les maladies cardiaques. C'est la première utilisation d'un médicament bloqueur de canaux calciques qui ne sera utilisé en Occident que dans les années 1960.

### Analgésique, antiémétiques, antipyrétiques, diurétiques
Pendant l’âge d'or de la civilisation islamique médiévale, les médecins arabes ont découvert les propriétés diurétiques, antiémétiques, antiépileptiques, anti-inflammatoires, analgésiques (anti douleur) et Antipyrétique du cannabis médical, notamment cannabis sativa, largement utilisé comme médicament du VIIIe au XVIIIe siècle.

### Antiseptiques
Razi au (Xe siècle) a utilisé les composés du mercure comme antiseptique local. À partir du Xe siècle, les médecins et les chirurgiens musulmans ont pratiqué l'application d’alcool purifié sur les blessures comme agent antiseptique. Les chirurgiens de l'Espagne islamique ont utilisé des méthodes spéciales pour maintenir l'antisepsie avant et pendant l’intervention chirurgicale. Ils ont également inventé des protocoles spécifiques pour préserver l’hygiène durant la période postopératoire. Leur taux de réussite était si élevé que des dignitaires venaient de toute l'Europe à Cordoue en Espagne, pour se soigner dans ce qui était, toute proportion gardée, la « Mayo Clinic du Moyen Âge ».

### Drogues et thérapeutiques médicales
Razi, Avicenne, al-Kindi, Ibn Rushd, Abu al-Qasim, Ibn Zuhr, Ibn al - Baitar, Ibn Al-Jazzar, Ibn Juljul, Ibn al-Quff, Ibn an-nafs, Al-Biruni, Ibn Sahl et des centaines d'autres médecins musulmans ont développé la pharmacologie et les thérapeutiques médicamenteuses pour le traitement de divers symptômes et de certaines maladies. Le mot « drogue » est dérivé de l'arabe. Leur utilisation pratique et l'observation minutieuse de leurs effets étaient très répandus.
Les traitements médicamenteux ont d'abord été développés dans le monde musulman. Les médecins musulmans ont utilisé une grande variété de substances spécifiques pour détruire les micro-organismes. Ils ont appliqué le soufre en topique pour tuer électivement les acariens responsables de la gale.

### Alcool médicinal
De nombreux chimistes musulmans ont produit de l’alcool de qualité médicinale par distillation dès le Xe siècle et fabriqué sur une grande échelle les premiers dispositifs de distillation pour une utilisation en chimie. Ils ont utilisé l'alcool comme solvant et antiseptique.

## Chirurgie
Abu al-Qasim al-Zahrawi (Abulcasis) considéré comme le père de la chirurgie moderne, a contribué grandement à l’essor de la chirurgie en tant que discipline médicale avec son Kitab al-Tasrif (« La Pratique en médecine »), une encyclopédie médicale en 30 volumes publiée en 1000 qui a ensuite été traduite en latin et utilisée dans les écoles de médecine européennes pendant des siècles. Le célèbre al-Tasrif a présenté une collection unique de plus de 200 instruments chirurgicaux. Beaucoup de ces instruments n'avaient jamais été utilisés auparavant par un autre chirurgien. Hamidan par exemple, énumère au moins vingt six instruments chirurgicaux révolutionnaires qui n'étaient pas connus avant Abulcasis. Parmi les instruments chirurgicaux qu’il a inventé figurent les premiers instruments destinés à la chirurgie gynécologique, ainsi que le catgut et différents types de forceps, de ligatures, aiguilles à suture, scalpels, curettes, écarteurs, pinces chirurgicales, sondes, crochets, spéculums, scie à os et les plâtres. Son travail comportait également des descriptions anatomiques et des articles sur la chirurgie orthopédique et la chirurgie ophtalmologique. L'influence du Al-Tasrif a finalement conduit au déclin des barbiers chirurgiens qui étaient très nombreux auparavant et qui ont été remplacés plutôt par des médecins-chirurgiens dans le monde islamique.
Ibn al-Haytham (Alhacen) a fait faire des progrès importants à la chirurgie oculaire, lorsqu’il a étudié et correctement expliqué le processus de vision et de la perception visuelle pour la première fois dans son  Traité d’optique , publié en 1021. Avicenne a été le premier à décrire la procédure de l’intubation dont le but est de faciliter la respiration et il a également décrit les « éponges soporifiques », des éponges imprégnées de substances aromatiques et narcotiques, qui devaient être placées sous le nez du patient pendant les interventions chirurgicales. Il a également décrit le premier traitement chirurgical du cancer, indiquant que l'exérèse devait être radicale et que tous les tissus malades devraient être retirés, allant jusqu’à recommander l’amputation ou l’ablation des veines irriguant la tumeur. Ammar ibn Ali al-Mawsili est aussi connu pour l'invention de la Seringue à injection et de l’aiguille hypodermique pour l'extraction de la cataracte qui a rendu possible la première opération de la cataracte,.
Ibn al-Nafis a consacré un volume du Traité de médecine à la chirurgie. Il a décrit les trois stades d'une intervention chirurgicale. La première étape est le stade pré-opératoire qu'il appelle le « temps de présentation » lorsque le chirurgien effectue un diagnostic sur la zone du corps du patient atteinte par la maladie. La deuxième étape est l'opération elle-même qu'il appelle le « temps du traitement » quand le chirurgien répare les organes malades du patient. La troisième étape est la période post-opératoire qu'il appelle le « temps de conservation » lorsque le patient doit prendre soin de lui et être pris en charge par des infirmières et des médecins jusqu'à ce qu'il recouvre une bonne santé. Le Traité de médecine était également le premier livre traitant du Décubitus d'un patient.

### Anesthésiologie
L’anesthésie moderne a été développée par les anesthésistes musulmans. Ils ont été les premiers à utiliser les anesthésiques par inhalation ou par voie orale. Dans l’Espagne islamique Abu al-Qasim et Ibn Zuhr, parmi d’autres chirurgiens musulmans, ont effectué des centaines d’interventions sous anesthésie par inhalation avec l'utilisation d’éponges trempées dans un narcotique et placées sur le visage. Les médecins musulmans ont également utilisé au cours du Moyen Âge le pouvoir anesthésique des dérivés de l’opium. Ibn Sina (Avicenne) a écrit sur ces utilisations médicales dans ses œuvres qui ont plus tard influencé les travaux de Paracelse,.

« La science médicale a fait une grande et très importante découverte avec l'utilisation des anesthésiques généraux pour les interventions chirurgicales et l’anesthésie a été efficace et miséricordieuse pour tous les musulmans qui l’ont essayée. Son effet est tout à fait différent de celui des boissons que les Indiens, les Romains et les Grecs ont fait ingurgiter à leurs patients pour les soulager de la douleur. Certaines allégations ont tenté de porter cette découverte au crédit d’un Italien ou d’un alexandrin mais la vérité est, et l'histoire le prouve, que l’usage de l’éponge anesthésique est une technique purement musulmane qui n'était pas connue auparavant. L'éponge doit tremper dans un mélange préparé à partir de cannabis, d'opium, d’Hyoscyamus et d’une plante appelée Zoan. »

### Chirurgie expérimentale
Ibn Zuhr (Avenzoar) est considéré comme le père de la chirurgie expérimentale pour avoir introduit la méthode expérimentale en chirurgie dans son Al-Taisir. Il fut le premier à employer l’expérimentation animale afin de mettre au point des interventions chirurgicales avant de les appliquer à des patients humains. Il a également réalisé la première dissection et le premier examen post-mortem (autopsie) sur l'homme aussi bien que chez l’animal.

### Trachéotomie
La technique chirurgicale de la trachéotomie a été inventée par Ibn Zuhr (Avenzoar) au XIIe siècle.

## Instruments chirurgicaux

### Pansements et plâtres
Abu al-Qasim al-Zahrawi (Abulcasis), dans son Al-Tasrif (1000), a décrit la technique moderne du plâtre et des pansements qui sont encore utilisés dans les hôpitaux à travers le monde. L'utilisation de plâtres pour les fractures est devenue une pratique courante pour les médecins arabes, bien que cette pratique n'ait été largement adoptée en Europe qu’au XIXe siècle. Abu Al-Qasim préconisa l'utilisation du coton comme pansement pour contrôler les hémorragies.

### Catgut et forceps
L 'utilisation de catgut par Abu Al-Qasim pour la suture des plaies profondes est encore pratiquée dans la chirurgie moderne. Le catgut semble être la seule substance naturelle capable de se dissoudre et d’être tolérée par l'organisme.
Abu al-Qasim a également inventé le forceps pour l'extraction d'un fœtus mort, comme en témoigne le Al-Tasrif.

### Cautères et ligatures
Un instrument médical particulier appelé cautère, utilisé pour la cautérisation des artères, a été décrit pour la première fois par Abu al-Qasimdans son Kitab al-Tasrif.
Dans son  Al-Tasrif, Abu Al-Qasim a préconisé l'utilisation de la ligature des artères en lieu et place de la cautérisation.

### Coton et aiguilles chirurgicales
Al-Zahrawi a été le premier chirurgien à utiliser du coton (dont le nom est lui-même dérivé du mot arabe « qutn ») comme compresse pour le contrôle des hémorragies.
L’aiguille à suture a été inventée et décrite par Abu Al-Qasim dans son Al-Tasrif.

### Seringues et aiguilles hypodermiques
Le chirurgien Irakien Ammar ibn Ali al-Mawsili a inventé la première aiguille creuse et la première seringue à injection vers  1000 fabriquée avec un tube en verre et utilisant l’aspiration pour extraire la cataracte de l’œil d’un patient au cours d’une intervention chirurgicale.

### Autres instruments
Les autres instruments chirurgicaux inventés par Abu Al-Qasim et décrits pour la première fois dans son Al-Tasrif (1000) sont le scalpel, la curette, les écarteurs, les pinces chirurgicales, les sondes, les crochets et les spéculums, ainsi que les scies à os :

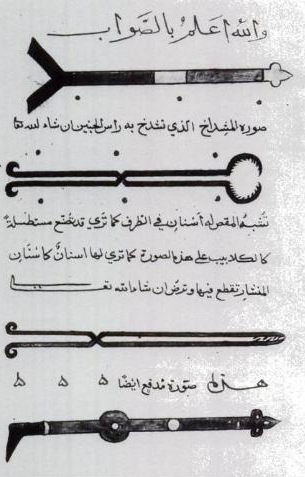
Illustration d'instruments chirurgicaux dans l’encyclopédie médicale du XI du médecin musulman médiéval Abu Al-Qasim: Kitab al-Tasrif

- scie à os, inventée par Abu Al-Qasim ;
- chirurgie cancéreuse : Avicenne est le premier à décrire dans son Canon de la médecine les méthodes pour le traitement de certains cancers. Il écrit que l'ablation doit être la dernière solution et que tous les tissus malades doivent être enlevés, y compris les veines menant à la tumeur. Il recommande aussi la cautérisation de la zone à traiter si nécessaire ;
- fil à suture : Abu Al-Qasim, chirurgien arabe, a remarqué au Xe siècle la capacité de désagrégation des cordes à base de boyau après qu'un singe ait accidentellement mangé des cordes d'un luth ;
- extraction du fœtus : Abu Al-Qasim est le premier à décrire la procédure chirurgicale permettant l'extraction du fœtus au moyen d'un forceps.

## Thérapeutiques

### Aromathérapie
La distillation a été inventée par Avicenne au début du XIe siècle pour la production d’huiles essentielles, utilisées en aromathérapie. En conséquence, il est considéré comme un pionnier de l’aromathérapie.

### Traitement du cancer
Dans le domaine des traitements à effet non démontré du cancer, Avicenne a décrit les premiers traitements connus du cancer dans le Canon de la médecine : une méthode chirurgicale impliquant l’amputation ou l’ablation des veines et une autre utilisant des drogues à base d’un mélange de plantes appelé « hindiba » qu’Ibn al-Baitar a plus tard identifié comme ayant des propriétés anticancéreuses et qui pourrait aussi traiter d'autres tumeurs et affections néoplasiques. Après que son utilité dans le traitement des troubles néoplasiques a été admise (bien que contestée), l’Hindiba a été breveté en 1997 par Nil Sari, Hanzade Dogan et John K. Snyder.

### Médicaments chimiques
Al-Razi (Rhazes) a été un pionnier des traitements médicamenteux au Xe siècle, lorsqu'il a introduit l'utilisation des substances chimiques et des drogues comme médicaments. Ces produits chimiques comprenant l’acide sulfurique, le cuivre, les sels de mercure, d’arsenic, les sels d’ammoniac, l’or, les scories, la craie, l’argile, le corail, les perles, le goudron, le bitume et l’alcool.

### Chromothérapie
Avicenne qui pensait que la couleur avait une importance vitale pour le diagnostic et le traitement, a rédigé d'importantes contributions à la chromathérapie dans le Canon de la médecine. Il a écrit que « la couleur est un symptôme de la maladie » et a également élaboré un tableau qui établit des relations entre la couleur et la température du corps, ainsi que l'état physique. Il a en outre étudié le pouvoir de guérison des couleurs et a été « le premier à établir que le choix d’une couleur contraire à une maladie spécifique avait pour conséquence une absence d’effet thérapeutique ». À titre d'exemple, il faisait observer qu’une personne qui saignait ne devait pas regarder des objets de couleur rouge vif et ne devait pas être exposée à une lumière rouge parce que « cette vision stimulait l'humeur sanguine, alors que le bleu la calmait et diminuait l'écoulement du sang ».

### Hirudothérapie
L’hirudothérapie, l'utilisation de sangsues à des fins médicales, a été introduite par Avicenne dans le  Canon de la médecine (années 1020). Il considérait que l’application de sangsues était plus utile que l’utilisation de ventouses pour « retirer le sang des parties du corps les plus profondes ». Il a également proposé l'utilisation des sangsues pour le traitement des maladies de peau. L’utilisation des sangsues est devenue une méthode thérapeutique populaire au Moyen Âge en raison de l'influence du Canon. Une utilisation plus moderne des sangsues en médecine a été proposée au XIIe siècle par Abd-el-Latif qui a écrit que les sangsues pouvaient être utilisées pour le nettoyage des tissus après une intervention chirurgicale. Il avait toutefois, compris que l'utilisation des sangsues comportait un risque, aussi il recommandait aux patients de nettoyer les sangsues avant leur utilisation et préconisait que les souillures ou les poussières « accrochées à une sangsue soient éliminées » avant leur application. Il a également écrit que, lorsque la sangsue avait fini de sucer le sang, du sel devait être « répandu sur la partie du corps humain où elle avait été appliquée ».

### Physiothérapie
Les médecins musulmans avaient développé une stratégie thérapeutique qui commençait par la diète et la physiothérapie, si cette première étape n’avait pas d’effet bénéfique pour le patient, ils prescrivaient ensuite des drogues et des médicaments et en l’absence de résultat, ils avaient alors recours à la chirurgie. La physiothérapie prescrite par les médecins musulmans comprenait en général de l’exercice physique et des bains. Les médecins musulmans et arabes ont développé un système élaboré de régime qui partait du constat qu’une prise de conscience des carences alimentaires et une bonne nutrition étaient des éléments importants du traitement. Les médicaments ont été divisés en deux groupes : les drogues simples et les médicaments composés. Comme ils connaissaient les risques d'interaction entre les médicaments, ils utilisaient les drogues simples en premier lieu, en l’absence d’effet, les médicaments composés étaient alors utilisés, (produits fabriqués à partir de deux ou plusieurs composés) et en cas d’échec de ces méthodes conservatrices, la chirurgie était alors envisagée en dernier recours.

### Phytothérapie
En phytothérapie, Avicenne a introduit l’utilisation en médecine de l’if (Taxus baccata) dans le Canon de la médecine. Il a donné à cette plante médicinale le nom de « zarnab » et l'a utilisée comme remède pour le cœur. Ce fut la première utilisation connue d'un médicament antagoniste du calcium qui n'a été utilisé en Occident qu’à partir des années 1960.

## Urologie
Les médecins du monde islamique ont fait de nombreux progrès dans le domaine de l’urologie. Muhammad ibn Zakarīya Rāzi a introduit les méthodes d'analyse d'urines et de selles, alors que d'autres médecins s’interressaient à la prise en charge médicale et au traitement des calcul rénaux, des inflammations, des infections et des dysfonctionnements sexuels. Ils ont inventé de nouvelles techniques chirurgicales pour le traitement des calculs de la vessie ainsi que pour les anomalies du pénis et du scrotum, en utilisant des techniques qui sont encore pratiquées par les médecins modernes. Ils ont également été les premiers à expérimenter des médicaments pour le traitement de nombreux troubles urologiques.

### Lithotomie
Dans le domaine de la lithotomie, Abulcasis a effectué avec succès la première d'extraction d’un calcul de la vessie en utilisant un nouvel instrument qu’il avait inventé un scalpel à lithotomie à double tranchant et une nouvelle technique de son invention - la cystolithotomie périnéale - qui lui permettait d'écraser un gros calcul dans la vessie avant de le retirer, avec pour conséquence une baisse significative du taux de mortalité précédemment observé au cours de tentatives antérieures de cette opération par les anciens.

### Sexologie
Dans le domaine de la santé sexuelle, les médecins et les pharmaciens musulmans ont identifié les questions de dysfonction sexuelle et d’impuissance sexuelle, et ils ont été les premiers à prescrire des médicaments pour traiter ces problèmes. Ils ont mis au point plusieurs méthodes de traitement pour ces troubles, notamment une méthode où seul un médicament est prescrit et une « méthode combinant un médicament et un régime ». Ces drogues sont également utilisées occasionnellement comme drogues récréatives pour améliorer la sexualité masculine et utilisées en général par ceux qui ne souffrent pas de dysfonctions sexuelles. La plupart de ces médicaments ont été utilisés par voie orale, même si un petit nombre de patients étaient également traités par des topiques locaux et par voie transuréthrale. Les dysfonctions sexuelles sont traitées avec des médicaments expérimentés dans le monde islamique depuis le IXe siècle jusqu'au XVIe siècle par un certain nombre de médecins et de pharmaciens musulmans, notamment al-Razi, Thabit bin Qurra, Ibn Al-Jazzar, Avicenne (Le Canon de la médecine), Averroès, Ibn al-Baitar et Ibn al-Nafis : Traité de médecine).

## Autres contributions médiévales
Parmi les autres contributions médicales introduites pour la première fois par des médecins musulmans on compte la découverte du système immunitaire, l'introduction de la microbiologie, l'utilisation de l’expérimentation animale et la combinaison de la médecine avec d'autres sciences (notamment l’agriculture, la botanique, la chimie et la pharmacologie), ainsi que la création de la première pharmacie à Bagdad (754), la séparation entre la médecine et la pharmacie au XIIe siècle et la découverte d'au moins 2000 substances médicamenteuses. D'autres avancées de la médecine sont survenues dans les domaines de la pharmacologie et de la pharmacie et dans les domaines suivants des sciences biomédicales :

### Botanique et sciences de l’environnement
Les musulmans ont développé une approche scientifique de la botanique et de l’agriculture sur la base de trois éléments majeurs : systèmes sophistiqués de rotation des cultures, techniques très développées d’irrigation et introduction d'une grande variété de cultures qui ont été étudiées et cataloguées en fonction de la saison, du type de terrains et de la quantité d’eau dont elles avaient besoin. De nombreuses encyclopédies sur la botanique ont été écrites, avec une grande précision dans les détails.Al-Dinawari (828-896) est considéré comme le fondateur de la botanique arabe avec son Livre des plantes, dans lequel il décrit au moins 637 plantes et retrace l’évolution des plantes de la naissance à la mort, décrivant les phases de la croissance des plantes et la production des fleurs et des fruits.
Au début du XIIIe siècle, le biologiste Andalous originaire d’Arabie Abou al-Abbas al-Nabati a développé la première méthode scientifique en botanique, avec l'introduction des techniques empiriques et l’expérimentation pour la description et l'identification de nombreuses matières médicales, en séparant les connaissances non vérifiées de celles dont l’effet était démontré par des observations et de véritables expérimentations. Son élève Ibn al-Baitar a publié le Kitab al-Jami fi al-Adwiya al-Mufrada qui est considéré comme l'une des plus grandes compilations botaniques de l'histoire et a fait autorité dans le domaine de la botanique pendant des siècles. Il répertorie au moins 1400 plantes différentes, utilisées pour la nourriture et la thérapeutique, dont 300 étaient des découvertes originales de l’auteur. Le Kitab al-Jami fi al-Adwiya al-Mufrada a également eu une grande influence en Europe après avoir été traduit en latin en 1758,.
Les premiers ouvrages connus traitant de l’écologie et des sciences de l'environnement, notamment de la pollution, ont été écrits en arabe par al-Kindi, Qusta ibn Luqa, al - Razi, Ibn Al-Jazzar, al-Tamimi, al-Masihi, Avicenne, Ali ibn Ridwan, Ibn Jumay, Isaac Israeli ben Solomon, Abd-el-Latif, Ibn al-Quff, et Ibn al-Nafis. Leurs travaux ont porté sur un certain nombre de sujets liés à la pollution tels que la pollution de l'air, la pollution de l'eau, la contamination des sols, la mauvaise gestion des déchets ménagers et leur impact sur l'environnement de certaines localités.Cordoue, en al-Andalus a aussi inventé les premières poubelles ainsi que la gestion des déchets.

### Pédiatrie et développement de l’enfant
Ali Ibn Sahl Rabban al-Tabari a été un pionnier de la pédiatrie et des recherches dans le domaine du développement de l'enfant qu’il a évoqué dans son Firdous al-Hikmah.
Son élève Muhammad ibn Zakarīya Rāzi (Rhazes) est considéré comme le père de la pédiatrie pour avoir écrit Les maladies de l'enfant, le premier ouvrage à considérer la pédiatrie comme un domaine indépendant de la médecine.

### Endocrinologie
Dans le domaine de l’endocrinologie, Avicenne (980-1037) a présenté une description détaillée du diabète sucré dans le Canon de la médecine, « décrivant l'appétit anormal et l'effondrement des fonctions sexuelles et il a remarqué le goût sucré de l'urine des diabétiques ». Tout comme Arétée de Cappadoce avant lui, Avicenne a identifié un diabète essentiel et un diabète secondaire. Il a également décrit la gangrène diabétique et traité le diabète en utilisant un mélange de graines de lupin, de trigonella (fenugrec) et de zédoaire qui provoquent une réduction considérable de l'excrétion de sucre, un traitement qui est encore prescrit à l’époque moderne. Avicenne a aussi décrit très précisément pour la première fois le diabète insipide, même si ce n’est que beaucoup plus tard que Johann Peter Frank (1745-1821) a fait la distinction entre le diabète sucré et le diabète insipide.
Au XIIe siècle, Al-Jurjani a apporté la première description de la maladie de Basedow après avoir noté l'association d’un goitre et d’une exophtalmie dans son Thesaurus of the Shah of Khwarazm (« Thésaurus du roi de Khwarazm »), Le dictionnaire médical de référence de l’époque,. Al-Jurjani a également établi une association entre le goitre et les palpitations.

### Ophthalmologie

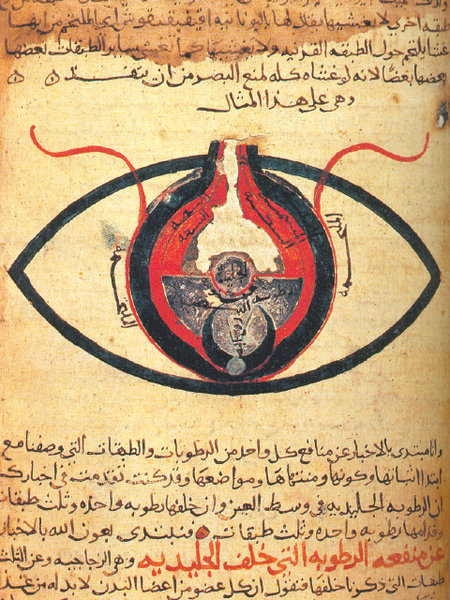
Un manuscrit arabe, datant de 1200, intitulé Anatomie de l’œil, écrit par al-Mutadibih.

De toutes les branches de la médecine islamique, l’ophtalmologie a été un des domaines les plus avancés. Ils ont expérimenté des instruments spéciaux utilisés pour les opérations dans cette chirurgie spécialisée. Leurs innovations ont été très nombreuses parmi elles on compte la seringue à injection, inventée par le médecin Irakien Ammar ibn Ali, de Mossoul qui a été utilisée pour l'extraction par aspiration douce de la cataracte. Dans la chirurgie de la cataracte, Ammar ibn Ali a tenté la première extraction de la cataracte par aspiration. Il a introduit une aiguille hypodermique montée sur une seringue métallique creuse à travers la  sclérotique et a extrait avec succès des cataractes par aspiration,.
Ibn al-Haytham (Alhacen) a apporté des contributions importantes à l'ophtalmologie et à la chirurgie oculaire, car il a étudié et correctement expliqué le processus de la vision et de la perception visuelle pour la première fois dans son Traité d’optique, publié en 1021. Il a également été le premier à faire allusion à la rétine et à son implication dans le processus de formation de l’image.
Ibn al-Nafis, dans son Précis d’ophtalmologie expérimentale, a révélé que les muscles oculomoteurs situés derrière le globe oculaire ne sont pas en contact avec le nerf ophtalmique et que le nerf optique passe à proximité, mais n’est en contact avec aucun d’eux. Il a également découvert de nombreux traitements nouveaux pour le glaucome et les troubles de la vision d'un œil lorsque l'autre œil est affecté par la maladie.

### Psychiatrie et psychologie
Les premiers hôpitaux psychiatriques et asiles d'aliénés ont été construits dans le monde islamique dès le VIIIe siècle. Les premiers hôpitaux psychiatriques ont été construits par les musulmans arabes à Bagdad en 705, à Fès au début du VIIIe siècle et au Caire en 800. D’autres hôpitaux psychiatriques célèbres ont été construits à Damas et Alep en 1270. Contrairement aux médecins chrétiens médiévaux qui s'appuyaient sur des explications démonologiques de la maladie mentale, les médecins musulmans médiévaux se basaient principalement sur la psychiatrie clinique et leurs observations cliniques sur les malades mentaux. Ils ont fait faire des progrès significatifs à la psychiatrie et furent les premiers à proposer une psychothérapie et un traitement moral pour les malades mentaux, en plus d'autres nouvelles formes de traitement comme les bains, les traitements médicamenteux, la musicothérapie et l’ergothérapie.
Le concept de « santé mentale » et « d’hygiène mentale » a été introduit par le médecin musulman Ahmed Ibn Sahl al-Balkhi (850-934). Dans son Masalih al-Abdan wa al-Anfus (« Soutien du corps et de l’âme »), il a été le premier à rechercher avec succès les maladies liées à la fois au corps et à l'esprit et à faire valoir que « si le psychisme tombe malade, le corps peut également ne plus trouver aucune joie à la vie et peut finalement développer une maladie physique ». Al-Balkhi a également été un pionnier de la psychothérapie, de la psychophysiologie et de la médecine psychosomatique. Il a reconnu que le corps et l’âme peuvent être en bonne santé ou malades, ou encore « en équilibre ou en déséquilibre » et que la maladie mentale peut avoir à la fois des causes psychologiques et/ou physiologiques. Il a écrit que ce déséquilibre du corps peut entraîner de la fièvre, des céphalée et d'autres maladies physiques, alors que le déséquilibre de l'âme peut se traduire par la colère, l’anxiété, la tristesse et d'autres symptômes mentaux. Il a reconnu deux types de dépression : une forme provoquée par des raisons connues comme la perte ou l’échec qui peuvent être traités psychologiquement et une autre provoquée par des raisons inconnues, peut-être par des raisons physiologiques qui peuvent être traitées par le biais de la médecine physique.
Najab ud-din Muhammad (Xe siècle) a décrit un certain nombre de maladies mentales en détail. Il a mis beaucoup de soins dans ses observations de malades mentaux qu’il a compilées dans un livre qui constituait « la classification la plus complète des maladies mentales connue jusqu’alors ». Les maladies mentales décrites pour la première fois par Najab sont notamment la dépression agitée, la névrose, le priapisme et l’impuissance sexuelle (Nafkhae Malikholia), la psychose ( Kutrib), et la manie (Dual-Kulb). Des symptômes ressemblant à la schizophrénie ont également été signalés dans la littérature médicale arabe plus tardive.
Muhammad ibn Zakarīya Rāzi (Rhazes) et al-Balkhi ont été les premiers médecins à étudier la psychothérapie. Razi en particulier a fait réaliser d'importants progrès en psychiatrie dans son texte historique El-Mansouri et Al-Hawi au Xe siècle qui a présenté des définitions, des symptômes et des traitements pour les problèmes liés à la santé mentale et à la maladie mentale. Il a également dirigé le service psychiatrique d'un hôpital de Bagdad. À l'époque aucune institution de ce type ne pouvait exister en Europe, par crainte de la possession démoniaque.
En al-Andalus, Abu al-Qasim (Abulcasis) le père de la chirurgie moderne, a développé du matériel et des techniques qui sont encore utilisés en neurochirurgie. Ibn Zuhr (Avenzoar) a donné les premières descriptions précises des troubles neurologiques, notamment la méningite, la thrombophlébite intracrânienne et les tumeurs médiastinales et apporté des contributions à la neuropharmacologie moderne. Averroès a suggéré l'existence de la maladie de Parkinson et attribué à des photorécepteurs les propriétés de la rétine. Maïmonide a écrit un article sur les troubles neuropsychiatriques et décrit la rage et l’intoxication à la belladone.
Ibn al-Haytham est considéré par certains comme le fondateur de la psychologie expérimentale et de la psychophysique, pour son travail de pionnier sur la psychologie, la perception visuelle dans le Traité d’optique. Dans le livre III du Traité, Ibn al-Haytham a été le premier scientifique à avancer l’idée que la vision se produisait davantage dans le cerveau que dans les yeux. Il a fait observer que l'expérience personnelle a un effet sur ce que les gens voient et comment ils le voient, et que la vision et la perception sont subjectives. Avec al-Kindi et Ibn al-Haytham, al-Biruni a été également un pionnier de la psychologie expérimentale et il a été le premier à décrire empiriquement le concept du temps de réaction.
Avicenne a été un pionnier de la psychophysiologie et de la médecine psychosomatique. Il a introduit la « psychophysiologie » dans le traitement des maladies impliquant des émotions et développé un système d'association des variations du rythme cardiaque avec les sentiments qui est considéré comme le précurseur du test d’association des mots attribué à Carl Jung. Avicenne fut aussi un pionnier de la neuropsychiatrie. Il fut le premier à décrire un grand nombre d’affections neuropsychiatriques, notamment les hallucinations, l’insomnie, la manie, les cauchemars, la mélancolie, la démence, l’épilepsie, la paralysie, l’accident vasculaire cérébral, les vertiges et les tremblements.

### Rhumatologie
En rhumatologie, Muhammad ibn Zakarīya Rāzi fait état d'une étude de cas en psychothérapie d'un médecin musulman contemporain du Xe siècle qui avait traité une femme souffrant de graves crampes dans les articulations qui l’empêchaient de se lever. Le médecin l’avait guérie en levant sa jupe et en suscitant une réaction de honte. Il a écrit : « C’est la vague de chaleur produite en elle qui a dissous l'humeur rhumatismale ».

### Zoologie
En zoologie dans le champ de la biologie, les biologistes musulmans ont développé des théories sur l’évolution et la sélection naturelle qui ont été largement enseignées dans les écoles islamiques médiévales. John William Draper, un contemporain de Charles Darwin, a considéré que la « théorie mahométane de l'évolution » allait « beaucoup plus loin encore que nous sommes disposés à le faire, en étendant même cette théorie aux composés inorganiques ou au monde minéral ». Selon al-Khazini, ces idées sur l'évolution ont été largement diffusées parmi les « gens ordinaires » dans le monde islamique à partir du XIIe siècle.
Le premier biologiste musulman à développer une théorie sur l'évolution a été Al-Jahiz (781-869). Il a évoqué les effets de l'environnement sur les probabilités de survie d'un animal et il a décrit pour la première fois l'origine des espèces, il a pressenti l’idée de la sélection naturelle,. Al-Jahiz a aussi été le premier à parler de la chaîne alimentaire et a été l'un des premiers partisans d’un déterminisme environnemental en faisant valoir que l'environnement peut déterminer les caractéristiques physiques des habitants d'une communauté et que les origines des différences de couleur de peau chez l’homme sont le résultat de facteurs d'environnement.
Ibn al-Haytham a écrit un livre dans lequel il a plaidé en faveur de l’évolutionnisme (mais pas de la sélection naturelle) et de nombreux autres érudits et scientifiques musulmans tels que Ibn Miskawayh, Ikhwan al-Safa, al-Khazini, Abū Rayhān al-Bīrūnī, Nasir al-Din Tusi et Ibn Khaldun, ont discuté et développé ces idées. Traduits en latin, ces travaux ont commencé à circuler en occident après la Renaissance et semblent avoir eu un impact sur la science occidentale.
Le al-Fawz al-Asghar d’Ibn Miskawayh et l’Encyclopédie des frères de la Pureté d’Ikhwan al-Safa expriment l'évolution des idées sur la façon dont les espèces ont évolué à partir de la matière, de la vapeur, puis de l’eau, vers les minéraux, puis les plantes, les animaux, les hominidés et les humains. Ces travaux ont été connus en Europe et ont probablement eu une influence sur le darwinisme.